# 神田晶
神田 晶（かんだ あきら）は、日本の漫画家。代々木アニメーション学院出身。
1999年に「ぼくらのポストマン」にて第9回エニックス21世紀マンガ大賞入選。『月刊少年ガンガン』1999年8月号に同作でデビュー。以後、主にスクウェア・エニックスの雑誌やアンソロジーなどにて執筆している。

## 作品リスト
- パンツァークライン（月刊少年ガンガン、全5巻）
- スターオーシャン Till the End of Time（月刊少年ガンガン、全7巻）
- シャイニング・ティアーズ（ガンガンパワード、全3巻）
- シキソー 警視庁第4機動捜査隊（ガンガンONLINE、全3巻）

他、ゲームのアンソロジーなどにて多数執筆。